# Schuit (vaartuig)

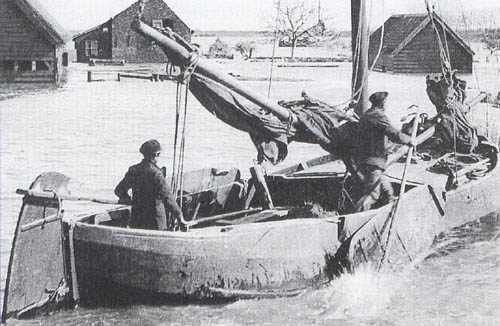
De veerhengst, een type schuit dat eeuwenlang in gebruik was

Een schuit is oorspronkelijk een eenvoudig open vaartuig zonder vaste dekken, gangboorden of opbouwen, bedoeld voor het vervoer van goederen over binnenwater. Het begrip is voor het eerst aangetroffen in een 12e-eeuws document. Later werden er ook een dek of kleine verblijfsruimte op gebouwd maar de naam bleef behouden, zoals bij de trekschuit, de pakschuit en de dekschuit.
Een schuit met vaste dekken, eventueel gangboorden en een kleine opbouw werd vroeger door schippers soms een schipschuit genoemd. Een, meestal klein, vrachtscheepje dat grotendeels open was noemde men een schuiteschip. In Groningen sprak men ook wel over een slootschip.

## Scheepstypes
In sommige streken is een schuit bijna altijd van een bepaald scheepstype, bijvoorbeeld de Friese praam of de Hollandse bomschuit. In die gebieden (en soms ook daar buiten) is de naam van het scheepstype (praam in dit geval) min of meer synoniem met schuit en omgekeerd. Andere scheepstypes die als schuit beschouwd worden, zijn onder meer: de snik, de bok, de trekschuit, sloep en schouw.

## Gebruik
Schuiten werden voor vele doeleinden gebruikt; voor het vervoer van lading of vee, voor passagiersvervoer en voor de visserij. Schuiten werden vaak geboomd, gewogen of gejaagd. Soms was de schuit voorzien van een (eenvoudige) tuigage. Het verschil tussen de kleine schuiten en een boot zit hem alleen in het gebruik. Het verschil tussen grote schuiten en kleine (open) scheepjes zit hem vaak meer in het scheepstype en of er aan boord een ruimte is, die voor kortere of langere tijd voor bewoning gebruikt kan worden.
Tot het begin van de twintigste eeuw was de rol van de schuit zeer belangrijk. Ze verzorgden het vervoer over wateren die voor de gewone binnenvaartschepen niet of moeilijk bevaarbaar waren. De opkomst van het gemotoriseerde wegverkeer zorgde er voor dat de schuit als vervoermiddel na 1950 grotendeels overbodig werd.